# Guillem Ramon de Santcliment
Guillem Ramon de Santcliment i de Centelles (Catalunya, segle XVI - Praga, 15 d'octubre 1608), va ser un ambaixador i cavaller català del llinatge dels Santcliment.

## Biografia
Era fill de Joan de Requesens, òlim de Santcliment i d'Hostalric-Sabastida - fill de Guillem de Santcliment i de Joana d'Hostalric-Sabastida i Llull, filla del vicealmirall i veguer Joan de Sabastida i d'Hostalric - i pertanyia a una de les famílies més poderoses de l'oligarquia urbana de Barcelona. Ell va ser ambaixador de la corona espanyola a Flandes i també davant l'emperador. A més d'això ell es distingí a la batalla de Lepant i fou comanador de l'Orde de Sant Jaume.
El 25 d'octubre 1603, Guillem Ramon, al seu palau a la ciutat de Praga, feia redactar i signava el seu testament: En una de les clàusules del seu testament, ell va disposar, per a després de la seva mort, la celebració de dues misses de rèquiem diàries perpètues a l'altar de Sant Martí de l'església del convent de Santa Caterina de Barcelona, lloc on també volia ser enterrat. Per poder pagar aquestes misses, dues de les quals havien de ser cantades solemnement, va fer donació, a aquest convent, d'una torre que posseïa a la partida de Sant Gervasi. Si el convent l'acceptava, l'havien de nomenar torre de Sant Ramon, vendre-la i destinar la quantitat obtinguda al pagament de les misses esmentades.
El 15 d'octubre de 1608, cinc anys després de redactar el seu testament, Guillem Ramon de Santcliment va morir a Praga.